# یم‌چی
یم‌چی، روستایی است از توابع منطقه ی چهارمحل آهی بخش مرکزی شهرستان محمودآباد در استان مازندران ایران.

## جمعیت
این روستا در دهستان هرازپی غربی قرار دارد و براساس سرشماری مرکز آمار ایران در سال ۱۳۸۵، جمعیت آن ۲۶۹ نفر (۷۴خانوار) بوده‌است.